# Sieraków (gmina w województwie stalinogrodzkim)

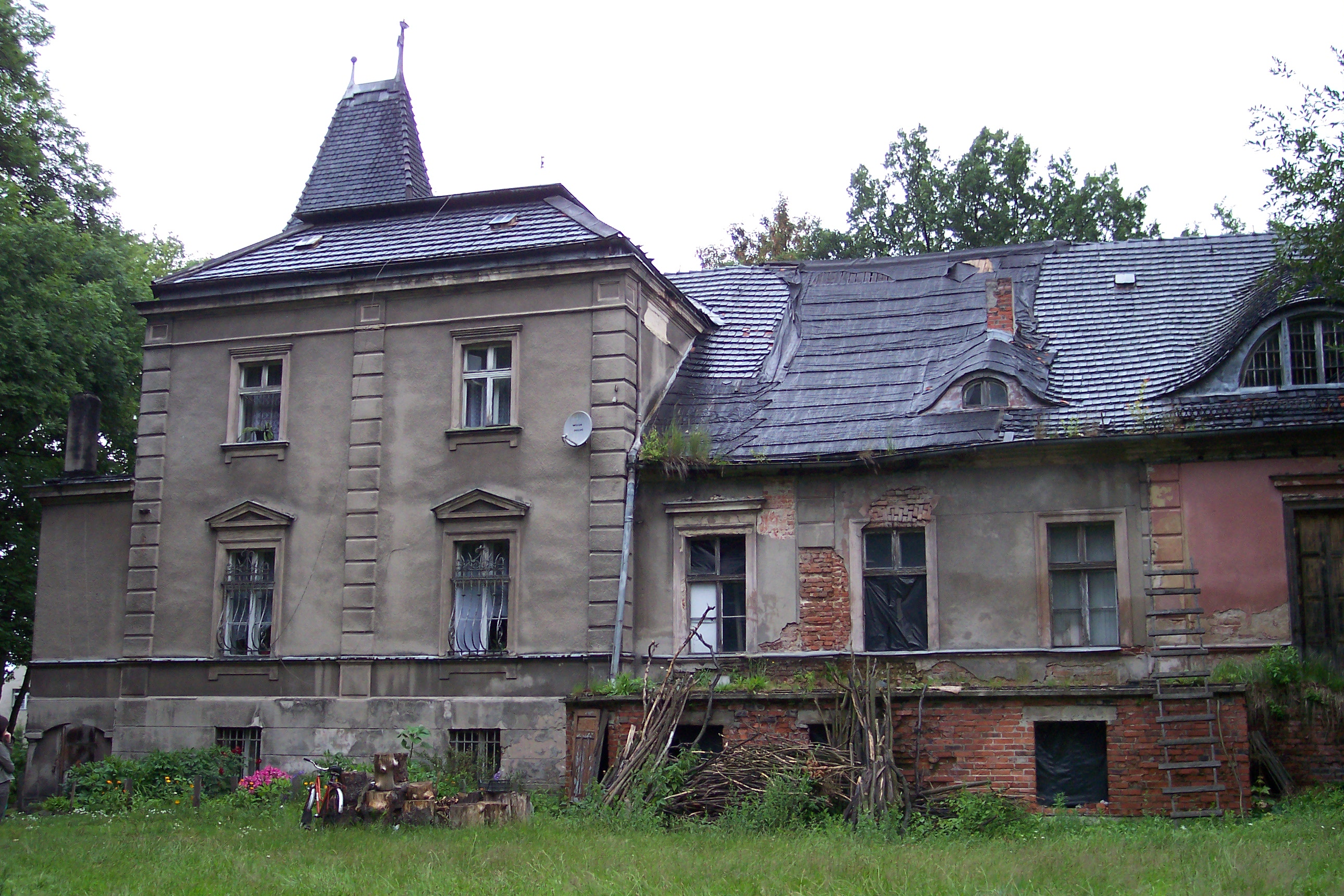
Pałac w Sierakowie

Sieraków – dawna gmina wiejska istniejąca w latach 1945–1954 w woj. śląskim, katowickim i stalinogrodzkim (dzisiejsze woj. śląskie). Siedzibą władz gminy były Sieraków (obecna nazwa Sieraków Śląski).
Gmina zbiorowa Sieraków powstała po II wojnie światowej (w grudniu 1945) w powiecie dobrodzieńskim (wydzielonym w marcu 1945 z powiatu lublinieckiego), na terenie tzw. Ziem Odzyskanych (tzw. I okręg administracyjny – Śląsk Opolski), który 18 marca 1945 powierzono administracji wojewody śląskiego, a z dniem 28 czerwca 1946 przyłączono do woj. śląskiego (śląsko-dąbrowskiego).
Według stanu z 1 stycznia 1946 gmina składała się z 4 gromad: Sieraków, Klekotna, Ponoszów i Wędzina. 6 lipca 1950 zmieniono nazwę woj. śląskiego na katowickie. 1 kwietnia 1951 w związku ze zniesieniem powiatu dobrodzieńskiego gminę (wraz z całym powiatem) przyłączono do powiatu lublinieckiego w tymże województwie, które 9 marca 1953 przemianowano na woj. stalinogrodzkie.
Według stanu z 1 lipca 1952 gmina składała się z 4 gromad: Klekotna, Ponoszów, Sieraków i Wędzina. Gmina została zniesiona 29 września 1954 wraz z reformą wprowadzającą gromady w miejsce gmin. Jednostki nie przywrócono 1 stycznia 1973 wraz z kolejną reformą reaktywującą gminy.